# Moskiewska Strefa Obrony
Moskiewska Strefa Obrony – jedno z wielkich operacyjno-strategicznych ugrupowań wojsk Armii Czerwonej o kompetencjach administracyjnych i operacyjnych na zachodnim terytorium ZSRR, działający podczas wojny z Niemcami w czasie II wojny światowej.
Utworzony 2 grudnia 1941. Dowódca  gen. por. (z 22 stycznia 1942 gen. płk) P. Artiomow. 
Rozwiązany 15 października 1943.